# Jeanne Pelisson-Mallet
Jeanne Pelisson-Mallet, née le 18 novembre 1873 à Royan et morte le 12 septembre 1961 à Vaux-sur-Mer, est une peintre française.

## Biographie
Félicie Jeanne Pelisson Royan est la fille de Alexandre Pelisson et Emilie Gaillard.
En secondes noces, elle épouse Raymond Mallet (1882-1936).
À partir de 1920, elle expose au Salon des Tuileries, au Salon d'Automne, ainsi qu'au Salon des Indépendants.
Elle est morte à l'âge de 87 ans à l'hôpital de Vaux-sur-Mer.